# مانگروهای گوداوری–کریشنا
مانگروهای گوداوری -کریشنا (به انگلیسی: Godavari–Krishna mangroves) یک بوم‌ناحیه و جنگل در هند است.